# Jaron Vicario
Jaron Vicario (* 16. August 1999 in Capelle aan den IJssel, Niederlande) ist ein curaçaoisch-niederländischer Fußballspieler.
Er steht beim niederländischen Zweitligisten FC Den Bosch unter Vertrag.

## Karriere

### Verein
Der gebürtige Niederländer Jaron Vicario spielte bis 2016 für VV Spijkenisse, bevor er in die Fußballschule von Feyenoord Rotterdam wechselte. Er schaffte nicht den Sprung in die Profimannschaft und im Sommer 2019 wechselte er zum Zweitligisten FC Dordrecht. Vicario konnte sich dort nicht nachhaltig in der Stammelf behaupten und kam zu lediglich 15 Einsätzen. Die Saison 2019/20 wurde wegen der COVID-19-Pandemie abgebrochen und es gab weder Auf- noch Absteiger. Auch in seinem zweiten Jahr in Dordrecht – 20 Kilometer von Rotterdam gelegen – war Jaron Vicario es nicht gelungen, sich durchzusetzen. In der Folge wechselte er in der Sommertransferperiode der Saison 2021/22 nach Zypern zu Enosis Neon Paralimni, wo er nur im Pokalwettbewerb zum Einsatz kam.
Nach nur einem Jahr verließ Vicario Zypern wieder und wechselte in der Sommerpause 2022 zum deutschen Regionalligisten SV Straelen. Im niederrheinischen Straelen an der niederländischen Grenze kam er regelmäßig zum Einsatz und stand auch oft in der Startelf, wobei er in manchen Partien nicht zum Spieltagskader gehörte. In 26 Partien in der Regionalliga West schoss Jaron Vicario lediglich zwei Tore und gab eine Vorlage. Am 29. Juli 2022 spielte er mit dem SV Straelen in der ersten Runde des DFB-Pokals gegen den FC St. Pauli und erzielte bei der knappen 3:4-Niederlage gegen den Zweitligisten zwei Tore. Zum Ende der Saison 2022/23 stieg der Verein aus der Regionalliga West ab und die Teilnahme für den DFB-Pokal in der Folgesaison misslang, da der SV Straelen im Niederrheinpokal in der zweiten Runde gegen den 1. FC Bocholt ausschied.
In der Sommerpause 2023 wechselte Vicario wieder in den niederländischen Fußball und schloss sich dem Zweitligisten FC Den Bosch an, wo er einen Vertrag für zwei Saisons unterschrieb.

### Nationalmannschaft
Jaron Vicario absolvierte Länderspiele für die U20-Nationalmannschaft Curaçaos und gehörte auch zum Kader der A-Nationalmannschaft, kam allerdings bislang nicht zum Einsatz.